# ロイ・ヘイ
ロイ・アーネスト・ヘイ（Roy Ernest Hay、1961年8月12日 - ）は、イギリスの歌手、ソングライター、ミュージシャン。イギリスのポップ・バンド、カルチャー・クラブのリード・ギタリスト、キーボーディストとして知られる。

## 来歴
5歳の時からピアニストとして訓練されたロイは、1981年に創設メンバーの一人ジョニー・スエーデと代わる形で加入した。ロイはスティーヴィー・ワンダー、アイズレー・ブラザーズ、レッド・ツェッペリンから音楽的影響を受けた。カルチャー・クラブに加入前は地元のエセックスで美容師として働いていた。
カルチャー・クラブの解散後はディス・ウェイ・アップという新たなバンドをロビンソン・レイドという歌手とともに結成。1987年に「テル・ミー・ホワイ」「イフ・アイ・キャント・ハヴ・ユー」「ルイーズ」という3枚のシングルを発表。アルバム『フィーリン・グッド・アバウト・イット』はいくつかのヨーロッパの地域や日本で発売された。「テル・ミー・ホワイ」は全英シングルチャートで1週のみ72位にチャートインしている。
ロイは1989年、アメリカのロサンゼルスに移住し、ソニーミュージックの多くの若いアーティストやバンドへの曲作りやプロデュースなどを手掛けた。
そしてロイはハンス・ジマーと組んでハリウッドで作曲家としての成功を収めることとなる。自身の会社Haywiredを興し、数々の作品に参加。その中にはロバート・アルトマンが監督したシリーズの音楽や、アメリカのテレビドラマ『クラッカー』、スティーヴン・キングの『デッド・ゾーン』なども含まれる。
1998年および2014年以降のカルチャー・クラブの再結成にも参加。

## 人物
カルチャー・クラブの始動と同時期にアリソン・グリーンと出会い、二人は1982年に結婚した。2005年に離婚、一子あり。
バンドでは主にギターを担当することが多いものの、曲によってはギターの代わりにピアノを演奏している。
VH1のシリーズ『ビハインド・ザ・ミュージック』のカルチャー・クラブの回の中で、ボーイ・ジョージがヘロイン中毒から脱するのにロイが手助けしたということが明かされた。